# Даша Грм
Даша Грм (словен. Daša Grm, нар. 18 квітня 1991, Целє, Словенія) — словенська фігуристка, що виступає в одиночному катанні.
Семиразова чемпіонка Словенії (2014-2020), багаторазова учасниця чемпіонатів світу та Європи.
Станом на 10 грудня 2019 року обіймає 53-е місце в рейтингу Міжнародного союзу ковзанярів.

## Біографія
Народилася 18 квітня 1991 року в Целє (регіон Савинська).
Її батько — колишній стрибун з трампліна Станіслав Грм. Даша є випускницею Люблінського університету. Займається постановкою хореографії для молодих фігуристів.

## Кар'єра
Встала на ковзани у віці п'яти років. Восени 2004 року дебютувала в юніорській серії Гран-прі. На етапі, який проходив в Києві, Грм зайняла двадцять восьме місце. На юніорському рівні три рази брала участь в світових чемпіонатах. Кращий результат показала на «домашній» першості світу, за сумою двох програм розташувавшись на двадцять п'ятій позиції.
У сезоні 2010/2011 вперше взяла участь в континентальній першості.
Також дебютувала на «дорослому» чемпіонаті світу, що пройшов на льоду московського палацу спорту Мегаспорт. У наступному сезоні Даша посіла дев'яте місце на змаганнях в рамках зимової Універсіади 2011. У 2015 році виступила на російському етапі Гран-прі, де показала дванадцятий результат.
За всю свою тривалу кар'єру Грм має безліч нагород різних міжнародних турнірів. Вона є переможницею Dragon Trophy (2012, 2016), Skate Helena (2013), Меморіалу Гельмута Зайбт (2015), а також турніру Ice Challenge (2017). Сім разів поспіль, з 2014 по 2020 рік, незмінно ставала чемпіонкою Словенії.